# Кастельфондо
Кастельфондо (итал. Castelfondo) — коммуна в Италии, располагается в провинции Тренто области Трентино-Альто-Адидже.
Население составляет 632 человек (2011 г.), плотность населения составляет 25 чел./км². Занимает площадь 25 км². Почтовый индекс — 38020. Телефонный код — 0463.
Покровителем коммуны почитается святитель Николай Мирликийский, празднование 6 декабря.

## Демография
Динамика населения:

## Известные уроженцы
- Гвидобальд фон Тун (1616—1668) — церковный деятель, кардинал-пресвитер, архиепископ Зальцбургский, архиепископ Регенсбурга. Имперский князь.

## Администрация коммуны
- Официальный сайт: